# 波粒二象性

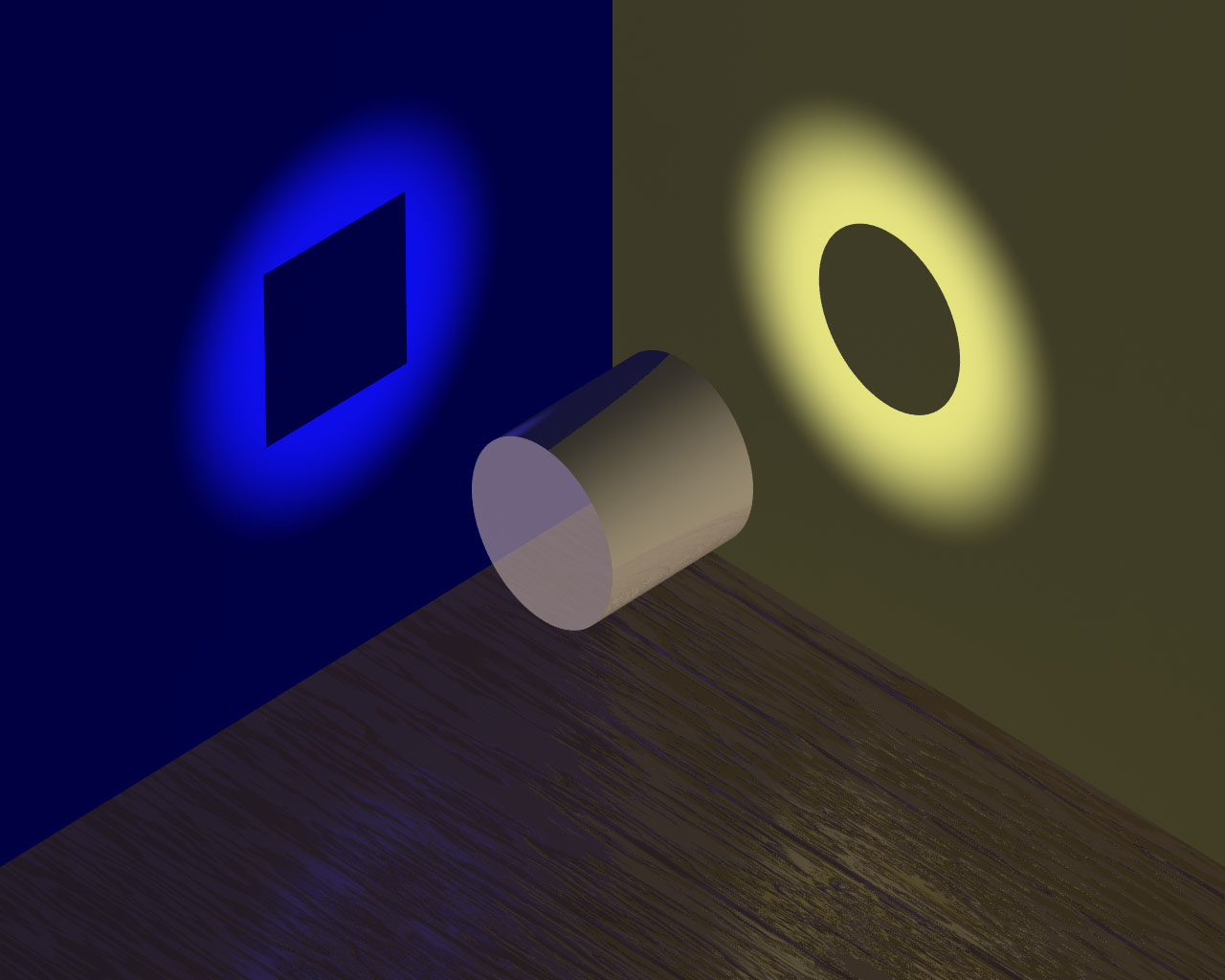
波粒二象性示意圖說明，從不同角度觀察同樣一件物體，可以看到兩種迥然不同的圖樣。

波粒二象性（英語：Wave–Particle Duality）指的是以古典力學的觀點來看待非相對論量子力學所描述的微觀粒子的話，微觀粒子會同時顯示出古典上的波動性與粒子性。比如說，古典力學把波函數的位置觀測結果必為明確位置視為“粒子性”；一方面又把機率幅具有的線性疊加性視為“波動性”。

## 理論概述
古典力學的研究對象总是被明确区分为「纯」粒子和「纯」波动。前者组成了我们常说的「物质」，後者的典型例子則是光波。但(不含狭义相对论的)量子力学认为自然界的基本粒子，如光子、电子或是質子，都能用薛定谔方程来描述。这个方程的解即为波函数，其絕對值平方表示粒子在某一處被發現的機率密度。更一般的來說，波函数是可以直觀視為觀測到粒子為特定位置的機率幅，機率幅具有叠加性，它们就像波，描述不同途徑的機率幅可以用疊加的方式互相干涉。:7
日常生活中观察不到物体的“波动性”，是因为他們皆质量太大，导致德布罗意波长比可观察的極限尺寸要小很多，因此可能发生波动性质的尺寸在日常生活经验范围之外。这也是为什么经典力学能够令人满意地解释“自然现象”。反之，对于基本粒子来说，它们的质量和尺寸局限於量子力学所描述的範圍之內，因而与我们所习惯的图景相差甚远。:85-87

## “波”和“粒子”的数学关系
不考慮狭义相对论的狀況下，物质的粒子性可由能量 {\displaystyle E} 和动量 {\displaystyle p} 刻画。如果若此粒子的波函數又為週期波，則波的特徵则由频率 {\displaystyle \nu } 和波长 {\displaystyle \lambda } 表达，这两组物理量由普朗克常数 {\displaystyle h} 联系在一起：
{\displaystyle \nu ={\frac {E}{h}}} 、
{\displaystyle \lambda ={\frac {h}{p}}} 。

## 历史

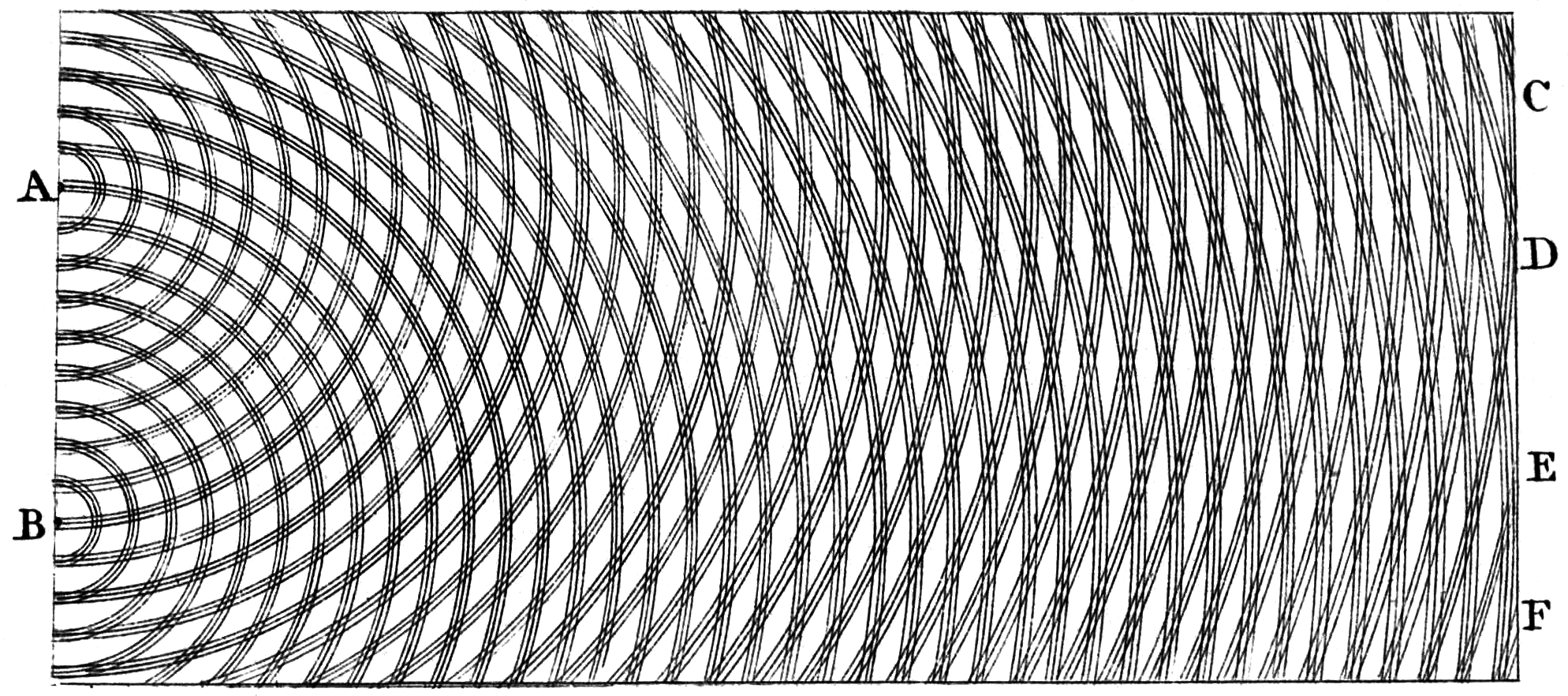
托马斯·杨做雙縫實驗得到的干涉圖樣。

在十九世纪後期，日臻成熟的原子论逐渐盛行，根据原子理论的看法，物质都是由微小的粒子——原子构成，例如，約瑟夫·汤姆孙的阴极射线实验证實，電流是由被称为电子的粒子所组成。在那時，物理學者認为大多数的物质是由粒子所组成。与此同时，波动论已经被相当深入地研究，包括干涉和衍射等现象。由於光波在楊氏雙縫實驗、夫琅禾费衍射實驗中所展现出的特性，明显地说明它是一种波动。
不过在二十世纪来临之时，这些观点面临了一些挑战。1905年，阿爾伯特·愛因斯坦對於光电效应用光子的概念來解释，物理學者开始意识到光波具有波動和粒子的双重性质。1924年，路易·德布羅意提出“物质波”假说，他主張，「一切物质」都具有波粒二象性，即具有波動和粒子的双重性质。根据德布罗意假说，电子是應該会具有干涉和衍射等波动现象。1927年，柯林頓·戴維森與雷斯特·革末設計與完成的戴维森-革末实验成功证实了德布罗意假说。:17-21, 61-62, 64-68

## 發展里程碑

### 17世紀：惠更斯、牛顿

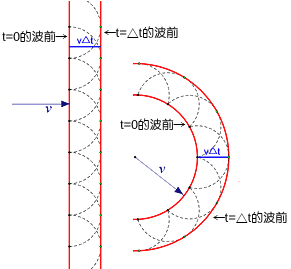
按照惠更斯原理，波的直線傳播與球面傳播。

較為完全的光理论最早是由克里斯蒂安·惠更斯发展成型，他提出了一種光波動說。使用這理論，他能夠解释光波如何因相互干涉而形成波前，在波前的每一点可以认为是产生球面次波的點波源，而以後任何时刻的波前则可看作是这些次波的包络。:141從他的原理，可以給出波的直線傳播與球面傳播的定性解釋，並且推導出反射定律與折射定律，但是他並不能解釋，為什麼當光波遇到邊緣、孔徑或狹縫時，會偏離直線傳播，即衍射效應。惠更斯假定次波只會朝前方傳播，而不會朝後方傳播。他並沒有解釋為什麼會發生這種物理行為。:104-105稍後，艾萨克·牛顿提出了光微粒說。他認為光是由非常奧妙的微粒組成，遵守運動定律。這可以合理解釋光的直線移動和反射性質。但是，對於光的折射與衍射性質，牛頓的解釋並不很令人滿意，他遭遇到較大的困難。:15-21
由于牛顿无与伦比的学术地位，他的粒子理论在一个多世纪内无人敢于挑战，而惠更斯的理论则渐渐为人淡忘。直到19世纪初衍射现象被发现，光的波动理论才重新得到承认。而光的波动性与粒子性的争论从未平息。:87, 129-130
在后来的18世纪，认可波动学说的知名科学家裡有萊昂哈德·歐拉。但他们只是认可波动说的理论自洽性，并不偏袒微粒学说和波动学说的任何一方。欧拉以振动持续时间的不同来解释不同的颜色机理。欧拉也有自己的色散理论，但是经过英国光学仪器商焦恩·多朗德的反复试验，表明欧拉和牛顿的理论都有瑕疵。:102-103

### 19世紀：杨、费涅尔、麦克斯韦、赫茲

在雙縫實驗裏，從光源 傳播出來的相干光束，照射在一塊刻有兩條狹縫 和 的不透明擋板 。在擋板的後面，擺設了攝影膠捲或某種偵測屏 ，用來紀錄到達 的任何位置 的光束。最右邊黑白相間的條紋，顯示出光束在偵測屏 的干涉圖樣。

十九世纪早期，托马斯·杨和奥古斯丁·菲涅耳分別做出重大貢獻。托馬斯·楊完成的雙縫實驗顯示出，衍射光波遵守疊加原理，這是牛頓的光微粒說無法預測的一種波動行為。這實驗確切地證實了光的波動性質。奧古斯丁·菲涅耳提出惠更斯-菲涅耳原理，在惠更斯原理的基礎上假定次波與次波之間會彼此發生干涉，又假定次波的波幅與方向有關。惠更斯－菲涅耳原理能夠解釋光波的朝前方傳播與衍射現象。:444-446光波動說並沒有立刻取代光微粒說。但是，到了十九世紀中期，光波動說開始主導科學思潮，因為它能夠說明偏振現象的機制，這是光微粒說所不能夠的。
同世紀後期，詹姆斯·馬克士威將電磁學的理論加以整合，提出馬克士威方程組。這方程組能夠分析電磁學的種種現象。從這方程組，他推導出電磁波方程式。應用電磁波方程式計算獲得的電磁波波速等於做實驗測量到的光波速度。馬克士威於是猜測光波就是電磁波。電磁學和光學因此聯結成統一理論。1888年，海因里希·赫茲做實驗發射並接收到馬克士威預言的電磁波，證實馬克士威的猜測正確無誤。從這時，光波動說開始被廣泛認可。:359-360

### 普朗克黑體輻射定律
1901年，馬克斯·普朗克發表了一份研究報告，他對於黑體在平衡狀況的發射光波頻譜的預測，完全符合實驗數據。在這份報告裏，他做出特別數學假說，將諧振子（組成黑體牆壁表面的原子）所發射或吸收的電磁輻射能量加以量子化，他稱呼這種離散能量為量子，與輻射頻率 {\displaystyle \nu } 的關係式為
{\displaystyle E=h\nu } ；
其中，{\displaystyle E} 是離散能量，{\displaystyle h} 是普朗克常數。
這就是著名的普朗克關係式。從普朗克的假說，普朗克推導出一條黑體能量分佈定律，稱為普朗克黑體輻射定律。:212

### 爱因斯坦與光子

光電效應示意圖：來自左上方的光子衝撞到金屬表面，將電子逐出金屬表面，並且向右上方移去。

光电效应指的是，照射光束於金屬表面會使其發射出電子的效應，發射出的電子稱為光電子。為了產生光電效應，光頻率必須超過金屬物質的特徵頻率，稱為其「底限頻率」。:1060-1063:1240-1246舉例而言，照射輻照度很微弱的藍光束於鉀金屬表面，只要頻率大於其底限頻率，就能使其發射出光電子，但是无论輻照度多麼强烈的紅光束，一旦頻率小於鉀金屬的極限頻率，就無法促使其發射出光電子。根据光的波动說，光波的輻照度或波幅对应於所携带的能量，因而輻照度很强烈的光束一定能提供更多能量将电子逐出。然而事实与古典理論预期恰巧相反。
1905年，愛因斯坦對於光電效應給出解釋。他將光束描述為一群離散的量子，現稱為光子，而不是連續性波動。從普朗克黑體輻射定律，愛因斯坦推論，組成光束的每一個光子所擁有的能量 {\displaystyle E} 等於頻率 {\displaystyle \nu } 乘以一個常數，即普朗克常數，他提出了「愛因斯坦光電方程式」：
{\displaystyle h\nu =K_{max}+W}
其中，{\displaystyle K_{max}} 是逃逸電子的最大動能，{\displaystyle W} 是逸出功。
假若光子的頻率大於物質的極限頻率，則這光子擁有足夠能量來克服逸出功，使得一個電子逃逸，造成光電效應。愛因斯坦的論述解釋了為甚麼光電子的能量只與頻率有關，而與輻照度無關。雖然藍光的輻照度很微弱，只要頻率足夠高，則會產生一些高能量光子來促使束縛電子逃逸。儘管紅光的輻照度很強烈，由於頻率太低，無法給出任何高能量光子來促使束縛電子逃逸。
1916年，美國物理學者羅伯特·密立根做實驗證實了愛因斯坦關於光電效應的理論。從馬克士威方程組，無法推導出普朗克與愛因斯坦分別提出的這兩個非古典論述。物理學者被迫承認，除了波動性質以外，光也具有粒子性質。:2
由於光具有波粒二象性，因此可用波動概念來分析光電效應而完全不需用到光子的概念。1969年，威利斯·蘭姆與馬蘭·斯考立（Marlan Scully）應用在原子內部束縛電子的能階躍遷機制證明了這論述。

### 德布羅意與物質波
基于普朗克关系式和爱因斯坦的光电效应理论的成功，1924年，路易·德布罗意在他的博士论文中提出电子除了具有粒子的性质也可以有波动性质，也就是德布罗意假说。他认为，所有物质都擁有类波動属性。他将物質的波长 {\displaystyle \lambda } 和动量 {\displaystyle p} 联系为:234
{\displaystyle \lambda =h/p} 。
这可以说是对先前爱因斯坦等式的拓展，因为光子的动量为 {\displaystyle p=E/c} ，而 {\displaystyle \lambda =c/\nu } ；其中，{\displaystyle c} 是光速。
将上述式子结合波数{\displaystyle k{\stackrel {def}{=}}2\pi /\lambda }的定义，可以得出德布罗意关系式，即
{\displaystyle p=\hbar k}.
三年後，通过两个独立的電子繞射实验，德布罗意的方程式被证实可以用來描述電子的量子行為。在阿伯丁大学，乔治·汤姆孙將电子束照射穿过薄金属片，并且观察到预測的干涉样式。在贝尔实验室，克林頓·戴維森和雷斯特·革末做实验將低速電子入射於鎳晶體，取得電子的繞射圖樣，這些实验結果符合理論預測，表明了电子的确具有波的性质。

### 海森堡不確定性原理
1927年，維爾納·海森堡提出海森堡不確定性原理，他表明:232-233
{\displaystyle \Delta x\Delta p\geq {\frac {\hbar }{2}}} ；
其中，{\displaystyle \Delta } 表示標準差，一種不確定性的量度，{\displaystyle x} 、{\displaystyle p} 分別是粒子的位置與動量。
海森堡原本解釋他的不確定性原理為測量動作的後果：準確地測量粒子的位置會攪擾其動量，反之亦然。他並且給出一個思想實驗為範例，即著名的海森堡顯微鏡實驗，來說明電子位置和動量的不確定性。這思想實驗關鍵地倚靠德布羅意假說為其論述。但是現今，物理學者認為，測量造成的攪擾只是其中一部分解釋，不確定性存在於粒子本身，是粒子內秉的性質，在測量動作之前就已存在。
實際而言，對於不確定原理的現代解釋，將尼尔斯·玻尔與海森堡主導提出的哥本哈根詮釋加以延伸，更甚倚賴於粒子的波動說：就如同研討傳播於細繩的波動在某時刻所處的準確位置是毫無意義的，粒子沒有完美準確的位置；同樣地，就如同研討傳播於細繩地脈波的波長是毫無意義地，粒子沒有完美準確的動量。此外，假設粒子的位置不確定性越小，則動量不確定性越大，反之亦然。:7-12, 19-21

## 大尺寸物體的波動性
自從物理學者演示出光子與電子具有波動性質之後，對於中子、質子也完成了很多類似實驗。在這些實驗裏，比較著名的是於1929年奧托·斯特恩團隊完成的氫、氦粒子束衍射實驗，這實驗精彩地演示出原子和分子的波動性質。近期，關於原子、分子的類似實驗顯示出，更大尺寸、更複雜的粒子也具有波動性質，這在本段落會有詳細說明。
1970年代，物理學者使用中子干涉儀完成了一系列實驗，這些實驗強調引力與波粒二象性彼此之間的關係。中子是組成原子核的粒子之一，它貢獻出原子核的部分質量，由此，也貢獻出普通物質的部分質量。在中子干涉儀裏，中子就好似量子波一樣，直接感受到引力的作用。因為萬物都會感受到引力的作用，包括光子在內（請參閱條目廣義相對論的實驗驗證），這是已知的事實，這實驗所獲得的結果並不令人驚訝。但是，帶質量費米子的量子波，處於引力場內，自我干涉的現象，尚未被實驗證實。
1999年，維也納大學研究團隊觀察到C60 富勒烯的衍射。富勒烯是相當大型與沉重的物體，原子量為720 u，德布羅意波長為2.5 pm，而分子的直徑為1 nm，大約400倍大。2012年，這遠場衍射實驗被延伸實現於酞菁分子和比它更重的衍生物，這兩種分子分別是由58和114個原子組成。在這些實驗裏，干涉圖樣的形成被實時計錄，敏感度達到單獨分子程度。
2003年，同樣維也納研究團隊演示出四苯基卟啉的波動性。這是一種延伸達2 nm、質量為614 u的生物染料。在這實驗裏，他們使用的是一種近場塔爾博特-勞厄干涉儀。使用這種干涉儀，他們又觀察到C60F48.的干涉條紋，C60F48.是一種氟化巴基球，質量為1600 u，是由108個原子組成。像C70富勒烯一類的大型分子具有恰當的複雜性來顯示量子干涉與量子退相干，因此，物理學者能夠做實驗檢試物體在量子-古典界限附近的物理行為。2011年，對於質量為6910 u的分子做實驗成功展示出干涉現象。2013年，實驗證實，質量超過10,000 u的分子也能發生干涉現象。
在物理學裏，長度與質量之間存在有兩種基本關係。一種是廣義相對論關係：粒子的史瓦西半徑{\displaystyle r_{s}}與質量{\displaystyle m} 成正比：
{\displaystyle r_{s}=2Gm/c^{2}}。
另一種是量子力學關係：粒子的康普頓波長{\displaystyle \lambda _{c}}與質量成反比：
{\displaystyle \lambda _{c}=h/mc}。
普朗克質量可以定義為，當康普頓波長等於史瓦西半徑乘以{\displaystyle \pi }時，粒子的質量：
{\displaystyle m_{p}={\sqrt {\hbar c/G}}}。
大致而言，康普頓波長是量子效應開始變得重要時的系統長度尺寸，粒子質量越大，則康普頓波長越短。史瓦西半徑是粒子變為黑洞時的其所有質量被拘束在內的圓球半徑，粒子越重，史瓦西半徑越大。當粒子的康普頓波長大約等於史瓦西半徑時，粒子的質量大約為普朗克質量，粒子的運動行為會強烈地受到量子引力影響。
普朗克質量為2.18×10−5g，超大於所有已知基本粒子的質量；普朗克長度為1.6×10−33cm，超小於核子尺寸。從理論而言，質量大於普朗克質量的物體是否擁有德布羅意波長這個問題不很清楚；從實驗而言，是無法達到的。這物體的康普頓波長會小於普朗克長度和史瓦茲半徑，在這尺寸，當今物理理論可能會失效，可能需要更廣義理論替代。:x
2009年，伊夫·庫德發佈論文表示，宏觀油滴彈跳於振動表面可以用來模擬波粒二象性，毫米尺寸的油滴會生成周期性波動，對於這些油滴的相互作用會引起類量子現象，例如，雙縫干涉、不可預料的穿隧、軌道量子化、塞曼效應等等。

## 應用
儘管劃一條界線將波粒二象性與量子力學的其它部分區分開來是一件相當困難的事，以下列出一些實際應用波粒二象性的科技：
- 電子顯微鏡利用波粒二象性來顯示樣品的結構。電子的波長很短，比可見光的波長還短100000倍，可以用來觀察更小的樣品。電子顯微鏡的分辨率（約0.05奈米）遠優於光學顯微鏡的分辨率（約200奈米）。[30]
- 類似地，中子衍射技術使用波長大約為0.1 奈米（物體內部原子之間通常的距離）的中子束來觀察固體結構。

## 學術進展

### 光同時顯現波動性和粒子性
一直以來，人們從未直接觀測到粒子在同一時刻表現出波和粒子的形態。
2015年3月2日，來自洛桑联邦理工学院（EPFL）的研究者們發表了他們的新發現。他們用射入奈米線的光脉衝的兩個反向分量形成駐波，然後在附近注入一束電子，電子束因遭遇光駐波而被加速或减速，通過記錄這些速度改變的區域，研究者們得以顯現駐波的外觀，而駐波體現了光的波動性。實驗在顯現光的波動性的同時，也顯示了其粒子性。當電子進入駐波，它們撞擊光子並改變了速度。速度上的變化表明光子和電子之間能量包（量子）的交換。這種速度上的變化以及它所暗示的能量交換表明駐波中存在的粒子行爲。
主持實驗的法布利茲歐卡崩認爲，這表明量子力學的悖論式的特質是可以被直接記錄的，還認為像這樣在奈米尺度描繪並且控制量子現象開闢了通向量子計算的新途徑。他們的突破性研究發表在自然通訊。

## 參閱
- 阿弗沙爾實驗
- 惠勒延遲選擇實驗